# كلايوكسال
الكلايوكسال (بالإنجليزية: Glyoxal)‏ مركب عضوي صيغته الكيميائية OCHCHO، وهو سائل أصفر يتبخر ليعطي غازاً أخضر. يعد الكلايوكسال أصغر الألديهايدات الثنائية. وبنيته أكثر تعقيداً مما هو موضح؛ لأن الجزيئة تتميه وتتكوثر. ينتج الكلايوكسال صناعياً كمادة بادئة للكثير من المواد.

## الإنتاج
أنتج الكلايوكسال تجارياً للمرة الأولى في مدينة لاموت في فرنسا سنة 1960، ويحضر الكلايوكسال الآن صناعياً إما عن طريق أكسدة جلايكول الإيثيلين بوجود الفضة أو النحاس كعامل محفز (عملية لابورت)، أو عن طريق أكسدة الأستالديهايد بواسطة حمض النتريك.
ويمكن تحضير الكلايوكسال مختبرياً عن طريق أكسدة الأستالديهايد بواسطة حمض السيلينوز. وتتضمن العملية تسخين متميهات الكلايوكسال الصلبة مع خامس أكسيد الفسفور وتكثيف البخار الناتج في مصيدة باردة.

## الاستخدام
يستخدم الكلايوكسال بكثرة في الورق المطلي وإنهاء النسيج كعامل مشابك للتركبات المستندة على النشاء، وكعامل مشابك في البوليمرات:
- البروتينات (دباغة الجلود)
- الكولاجين
- مشتقات السليولوز (الأنسجة)
- الهيدروكولويدات
- النشاء (الورق المطلي)

ويستخدم الكلايوكسال في التصنيع العضوي لإنتاج المركبات الحلقية غير المتجانسة مثل الإيميدازولات.
ويستخدم أيضاً كعامل مثبت في علم الأنسجة، أي كواقٍ للخلية لغرض فحصها تحت المجهر.